# Richtlinie 97/81/EG (Teilzeitrichtlinie)
Die Richtlinie 97/81/EG über Teilzeitarbeit legt EU-weit einheitliche Mindeststandards für die Arbeitsbedingungen von Arbeitnehmern in Teilzeitarbeitsverhältnissen fest.
Die Richtlinie beruht auf einer zwischen den europäischen Sozialpartnern UNICE, CEEP und EGB geschlossenen Rahmenvereinbarung über Teilzeitarbeit. Die Richtlinie soll einerseits die Beseitigung von Diskriminierungen von Teilzeitbeschäftigten sicherstellen und die Qualität der Teilzeitarbeit verbessern sowie andererseits die Entwicklung der Teilzeitarbeit auf freiwilliger Basis fördern und zu einer flexiblen Organisation der Arbeitszeit beitragen, die den Bedürfnissen der Arbeitgeber und der Arbeitnehmer Rechnung trägt.